# Castelnuovo Magra
Castelnuovo Magra (Castarnò nella variante ligure locale ) è un comune italiano di 8 242 abitanti della provincia della Spezia in Liguria.

## Geografia fisica

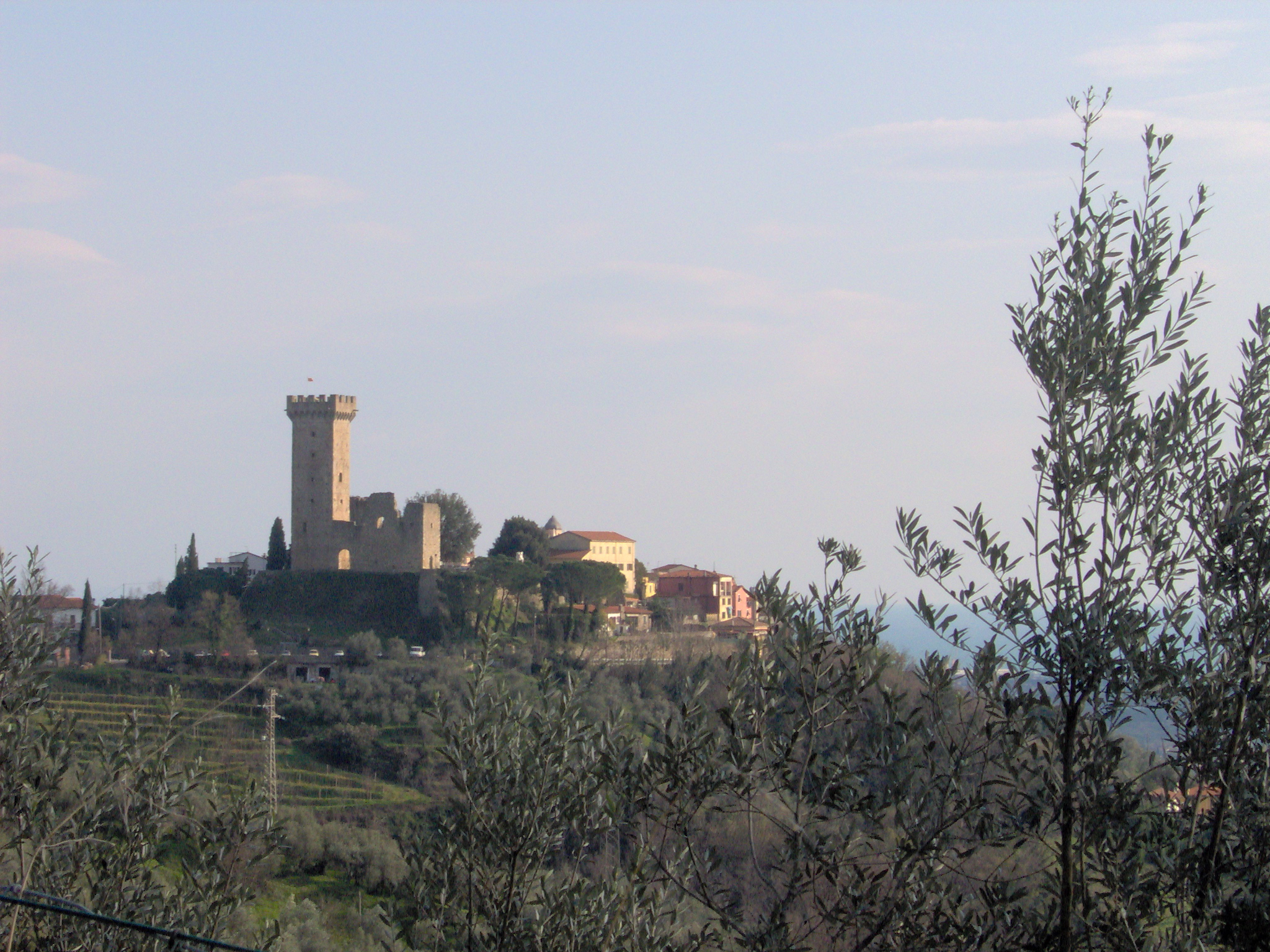
Altra visuale del centro storico

Castelnuovo Magra è un antico borgo situato sul monte Bastione, un colle che digrada verso la piana del fiume Magra.
La posizione consente al centro abitato una panoramica a 360° sulla vallata, tale da consentire una splendida visuale che va dalla costa tirrenica alla val di Vara. Nelle giornate particolarmente limpide si possono scorgere le isole della Gorgona e della Capraia, fino alla sagoma della Corsica.
L'altitudine massima del territorio è di 698 m s.l.m. presso la zona a nord, ai confini con Fosdinovo e quindi con la Toscana, dove è ubicata la frazione di Vallecchia. Il centro storico e le frazioni-località di Marciano e Colombiera si trovano nella zona più centrale, in posizione collinare e pianeggiante. A sud, sul confine con la frazione sarzanese di San Lazzaro, c'è Molicciara, la cui area è attraversata dal torrente Bettigna e dall'ottocentesco canale Lunense.

## Storia
Il territorio di Castelnuovo Magra è stato sempre legato storicamente e culturalmente alla zona della bassa Lunigiana, area a cavallo delle odierne province della Spezia e di Massa-Carrara.
Nell'epoca imperiale romana era parte della giurisdizione di Luni (II secolo a.C.), importante città commerciale dell'impero. Tracce di insediamenti in epoca romana vi sono testimoniate, oltre a diverse sepolture in terra castelnovese (appartenenti all'area occidentale della necropoli di Luni), anche da alcuni rinvenimenti edilizi di una domus agricola imperiale nella zona delle Colline del Sole.
Alla caduta dell'impero di Roma tutto il territorio venne assoggettato al forte controllo dei conti-vescovi di Luni che fecero del borgo una delle loro sedi vescovili. In questo periodo medievale sorsero nell'odierno territorio castelnovese i primi villaggi e borghi fortificati; tra questi il castrum de monte Leonis, ubicato tra le frazioni di Marciano e Vallecchia, citato in un documento del 4 marzo 1096 (Codice Pelavicino).

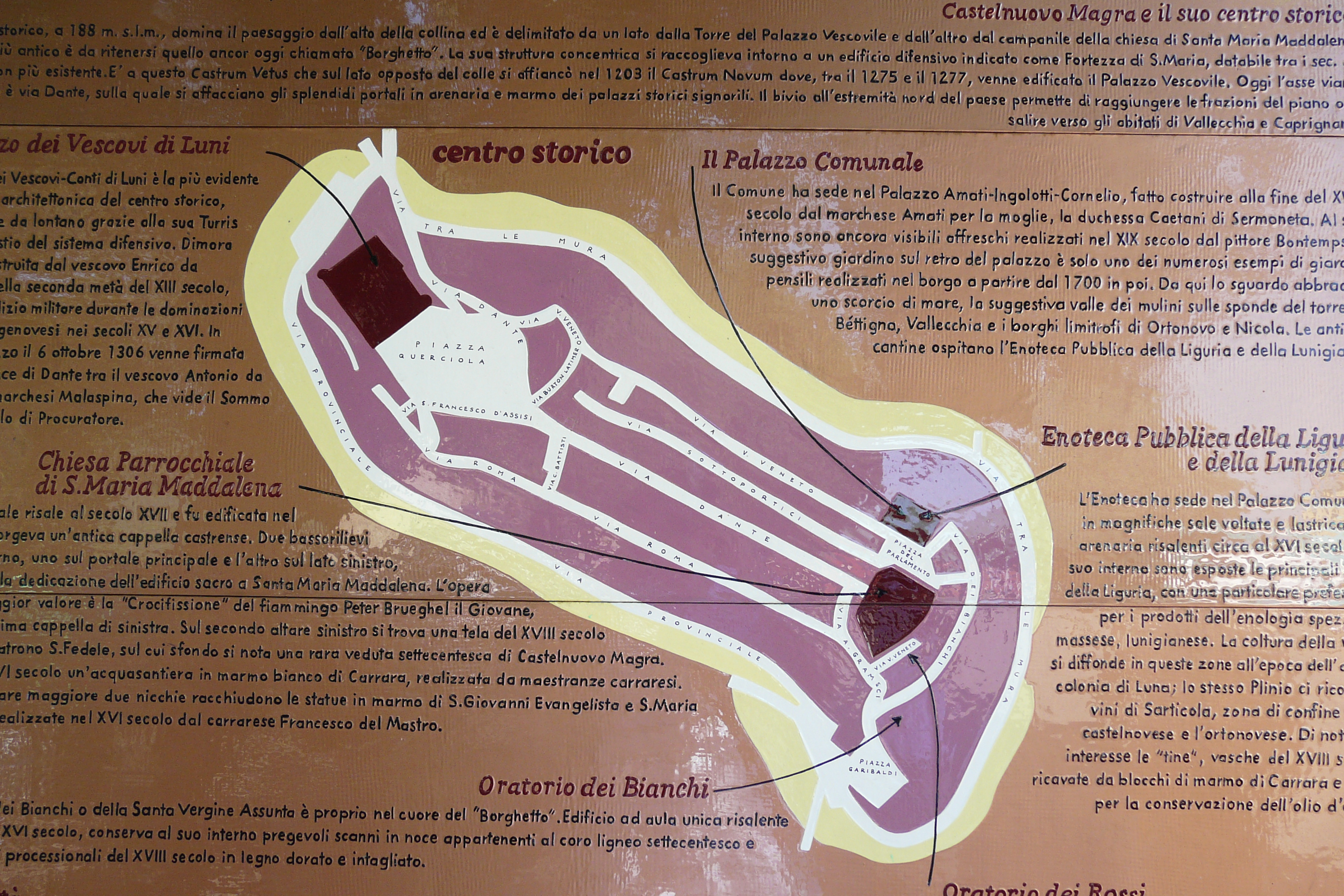
Mappa del centro storico castelnovese

La nascita del primitivo borgo di Castelnuovo è presumibilmente collocata in un periodo compreso tra il 1187 e il 1203, anno in cui in un atto ufficiale compare per la prima volta il nome del borgo. Fu infatti la guerra tra il vescovo di Luni Gualtiero II e i marchesi Malaspina, grandi feudatari della Lunigiana, sul finire del XII secolo, che portò lo stesso vescovo alla decisione di edificare, tra Fosdinovo e Carrara, un presidio per la difesa ed il controllo delle principali vie di comunicazione del feudo, tra cui la celebre via Francigena percorsa dai pellegrini.
Con la costruzione del castello di Santa Maria (oggi non più esistente e il cui nome era derivato dall'omonima cattedrale di Luni) nacque il primo nucleo abitato di Castelnuovo, probabilmente quello che viene storicamente menzionato come "Borghetto", caratterizzato dalla tipica predisposizione circolare delle case con una tecnica costruttiva similare a quella di altri "borghi fortificati" dello spezzino e della Lunigiana.
Nel XIII secolo aumentarono le lotte tra i Malaspina e il potere vescovile lunense. Nel 1219, Castelnuovo paese prestò giuramento di fedeltà al vescovo Marzucco e, con il suo successore Guglielmo, il borgo sorto intorno al castello di Santa Maria venne cintato da nuove mura (1229) e venne costruito il palazzo vescovile, poi trasformato in fortilizio. È datato al 1253 la firma di un apposito patto tra le comunità di Castelnuovo e Sarzana dove, in sostanza, si sanciva un ufficiale e reciproco rispetto delle due comunità e dei loro abitanti.
Nel corso del XIV secolo il nome di Castelnuovo fu legato per sempre alla figura del poeta Dante Alighieri, che fu ospitato nel locale castello-palazzo Vescovile, e che il 6 ottobre del 1306, nella veste di procuratore del marchese Franceschino Malaspina di Mulazzo, giunse alla pace di Castelnuovo con il conte-vescovo di Luni Antonio Nuvolone da Camilla; con questo atto, di fatto, fu sancita la fine del potere temporale della curia lunense.
Nel 1316 anche il territorio di Castelnuovo passò sotto il potere del condottiero Castruccio Castracani di Lucca, chiamato nei territori della diocesi lunense dal vescovo Gherardino Malaspina, in lotta con l'imperatore Arrigo VII del Sacro Romano Impero, con la nomina di visconte di un territorio che andrà, con il tempo, ad estendersi dalla Cisa alla foce del fiume Magra e tra Liguria e Toscana.
Alla morte del Castracani (3 settembre 1328) il panorama politico mutò d'improvviso con l'accrescere e il rafforzamento di Pisa, che riuscì ad impadronirsi della vicina cittadella di Sarzana nel 1343, e della signoria viscontea dominante. Castelnuovo entrò invece nell'orbita del neonato Marchesato di Fosdinovo (1355), che nel 1359, alla morte di Gabriele Malaspina, venne spartito tra i fratelli di questi, Guglielmo e Galeotto Malaspina. In particolare, Castelnuovo spettò a Guglielmo, la cui discendenza si estinse ben presto, nel 1374. Così i suoi possedimenti, tra cui Castelnuovo, tornarono nelle mani dei discendenti di Galeotto, Spinetta e Leonardo Malaspina. In particolare a Spinetta, che, col nome di Spinetta II Malaspina, diventò nel 1393 Marchese di Fosdinovo.
Fu proprio il figlio illegittimo di Gian Galeazzo Visconti, Gabriele Maria, signore di Pisa dopo la morte del padre nel 1402, a trattare la resa dell'area sarzanese, e quindi anche di Castelnuovo, al nuovo governatore francese della Repubblica di Genova Jean II Le Meingre.

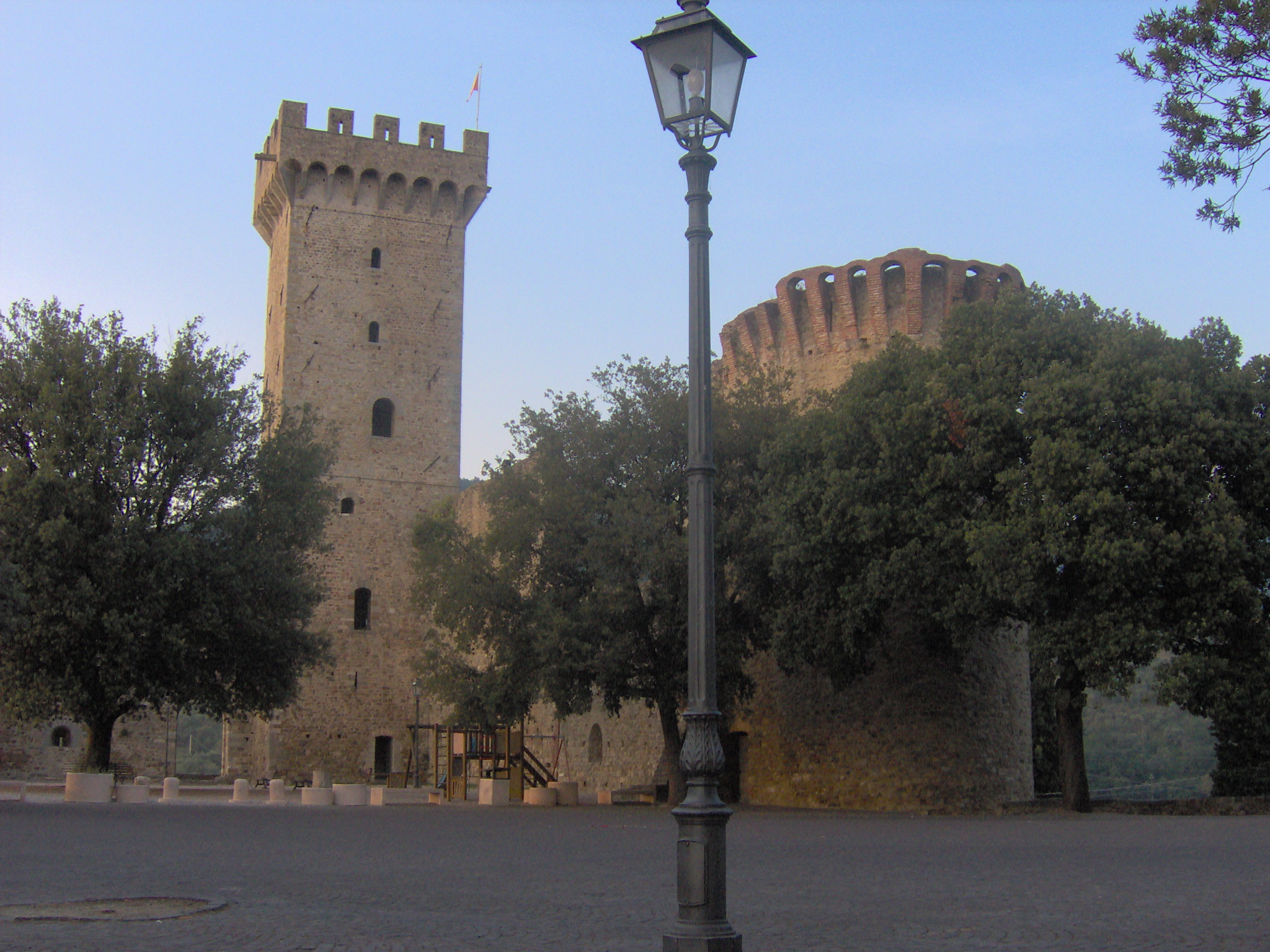
Il castello-palazzo vescovile di Castelnuovo

Dopo la rivolta genovese nel 1411 contro la "dedizione francese", Castelnuovo venne assoggettato alla repubblica genovese che, tra il 1411 e il 1418, rimise mano alle fortificazioni e alle mura difensive del borgo. Nel 1421 passò sotto la signoria sarzanese del già doge Tomaso Fregoso e quindi ai Fiorentini con la vendita delle terre effettuato dal nipote Lodovico Fregoso; saranno i toscani a ristrutturare il mastio del palazzo vescovile.
Ritornata dal 1494 nelle mani genovesi del Banco di San Giorgio la comunità di Castelnuovo dovette affrontare per più di 60 anni una forte pressione economica e giudiziaria tanto che, nel 1560, per far fronte alle spese di gestione e di ristrutturazione delle mura medievali si dovettero chiedere addebiti e diminuzioni di salario del locale podestà. Nel 1562 il territorio, nuovamente gestito direttamente dalla Repubblica di Genova, venne inserito nel neo istituito Capitaneato di Sarzana seguendone le sorti fino alla dominazione napoleonica di fine XVIII secolo.
Con la caduta della Repubblica di Genova (1797), sull'onda della rivoluzione francese e a seguito della prima campagna d'Italia di Napoleone Bonaparte, Castelnuovo rientrò dal 2 dicembre 1797 nel Dipartimento del Golfo di Venere, con capoluogo La Spezia, all'interno della Repubblica Ligure. Dal 28 aprile 1798 il territorio castelnovese rientrò nel I cantone, capoluogo Sarzana, della Giurisdizione di Lunigiana e dal 1803 centro principale del I cantone della Lunigiana nella Giurisdizione del Golfo di Venere. Annesso al Primo Impero francese dal 13 giugno 1805 al 1814 venne inserito nel Dipartimento degli Appennini.
Nel 1815 fu inglobato nella provincia di Levante del Regno di Sardegna, così come stabilì il Congresso di Vienna del 1814, e successivamente nel Regno d'Italia dal 1861. Dal 1859 al 1927 il territorio fu compreso nel V mandamento di Sarzana del circondario di Levante facente parte della provincia di Genova prima e, con l'istituzione nel 1923, della provincia della Spezia poi.
Tra gli eventi luttuosi legati alla seconda guerra mondiale è memoria il rastrellamento compiuto dalla forze tedesche il 29 novembre 1944; tale avvenimento, citato in una targa nel centro storico castelnovese, costò la vita a diversi civili e partigiani.
Il 9 febbraio 2014 si è svolto nei due comuni di Castelnuovo Magra e Ortonovo un referendum consultivo tra la popolazione su un'ipotetica fusione tra i due enti e la conseguente nascita di un unico comune che avrebbe assunto la denominazione di Luni. A Castelnuovo Magra il quorum degli aventi diritto al voto ha raggiunto il 55,81% (3.955 su 7.087), ma il 67,93% dei votanti si è dichiarato contrario alla costituzione del comune di Luni. Ad Ortonovo il quorum ha raggiunto il 43% (3.106 su 7.173) con un 93,14% degli abitanti che si è espresso invece favorevolmente alla nascita del nuovo ente. Raggiunto pertanto il prefissato quorum del 30% degli aventi diritto al voto in ognuno dei due comuni per la validazione del referendum – come richiesto dalla legge regionale della Liguria – la proposta di unificazione dei due comuni è stata però respinta dalla popolazione castelnovese. Ortonovo prese poi comunque il nome di Luni nel 2017.

### Simboli
Stemma
Lo stemma è stato riconosciuto con il DCG n. 10374 del 3 aprile 1933 e riprende la croce e la luna simboli della diocesi di Luni.
Gonfalone

## Monumenti e luoghi d'interesse

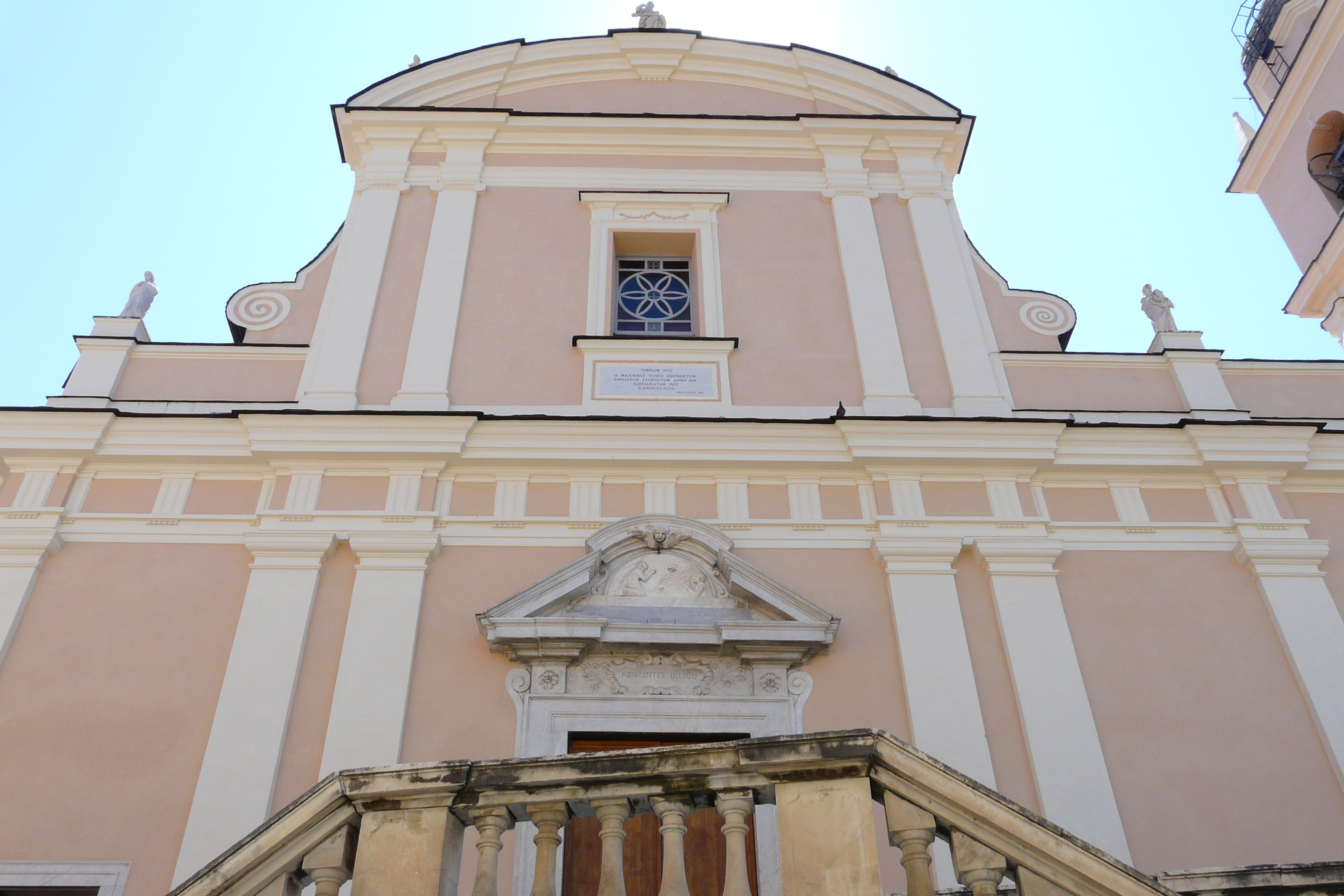
La chiesa parrocchiale di Santa Maria Maddalena nel centro storico di Castelnuovo

### Architetture religiose
- Chiesa parrocchiale di Santa Maria Maddalena nel centro storico castelnovese. L'edificio fu eretto in stile tardo rinascimentale nel XVII secolo sulle fondazioni di una precedente costruzione. Tra le opere di pregio qui conservate il dipinto della Crocifissione, nella cappella sinistra in testa alla navata, del pittore fiammingo Pieter Brueghel il Giovane[12] e forse copia di un'omonima tavola dipinta dal padre Pieter Bruegel il Vecchio e andata dispersa[12]; l'opera, curiosamente, colpisce per la presenza di quattro croci sul Calvario[12]. Provvisoriamente il quadro è stato posizionato in un'altra sede.
- Oratorio dei Rossi o del Santissimo Sacramento nel centro storico castelnovese, di fianco alla parrocchiale. Conserva un crocifisso, sull'altare maggiore, che la tradizione locale vuole sia stato sottratto da alcuni soldati di Castelnuovo a Fornovo nell'agguato del 6 luglio 1495 alla carovana di Carlo VIII di Francia[12].
- Oratorio dei Bianchi o dell'Assunta nel centro storico castelnovese. Caratterizzato dalla facciata in stile rinascimentale, fu edificato nel XVI secolo nel cuore del medievale "Borghetto". Al suo interno, ad unica navata, sono conservati gli scranni dei confratelli in legno di noce del coro settecentesco[13].
- Chiesa parrocchiale del Sacro Cuore di Gesù, nella frazione di Molicciara. Edificata negli anni trenta del XX secolo, l'apertura al culto avvenne il 6 ottobre 1935 e l'intitolazione nel 1939; la sua comunità parrocchiale è considerata tra le più vaste della diocesi spezzina[14].
- Chiesa di Santa Rosa da Lima, in località Marciano.
- Cappella di Santa Apollonia, nella frazione di Vallecchia.

### Architetture civili

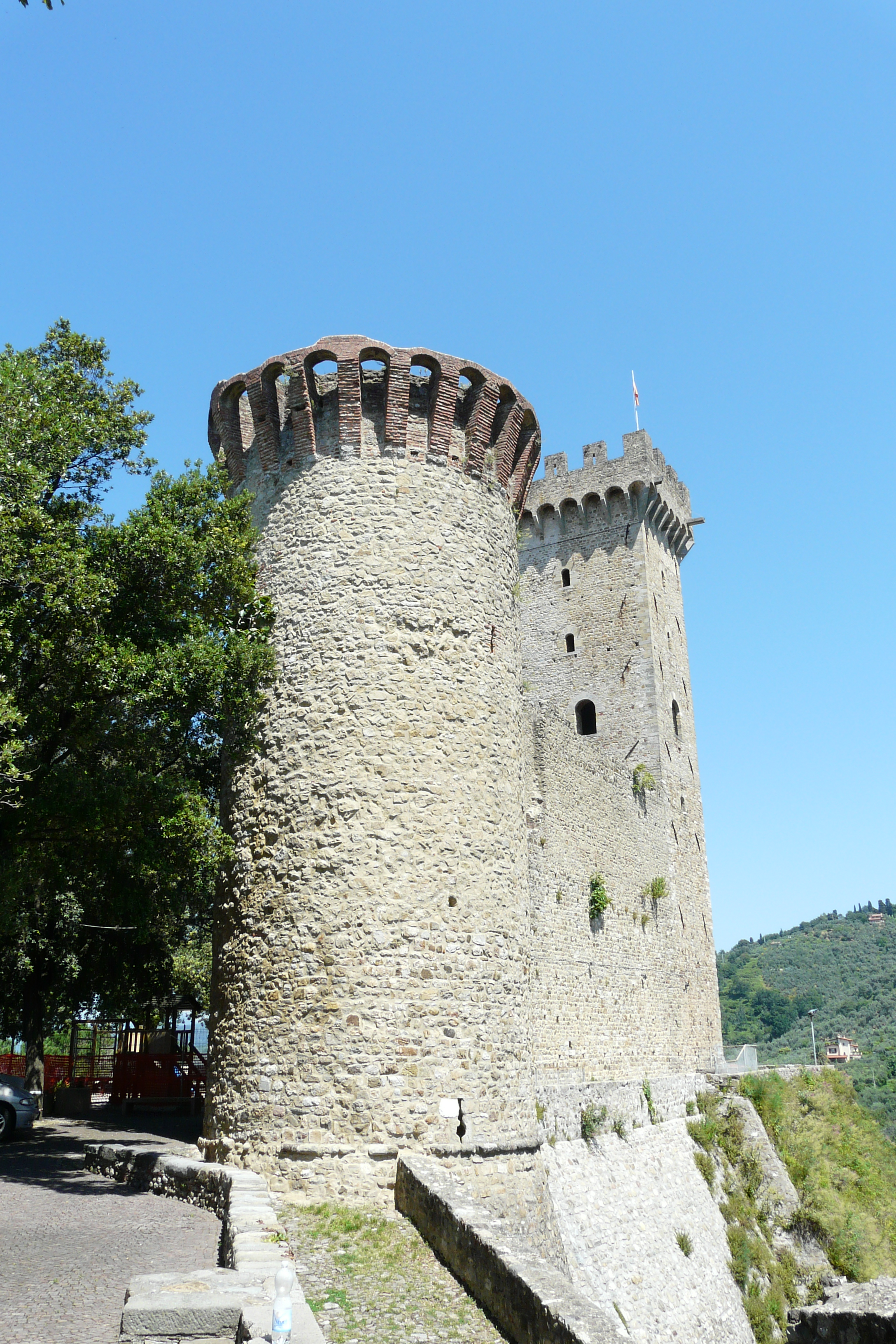
Il castello vescovile e la torre

- Palazzo Amati-Ingolotti-Cornelio, nel centro storico castelnovese. Il palazzo fu riadattato negli spazi di un preesistente edificio nel corso del XIX secolo dal marchese Amati per la moglie, duchessa Caetani di Sermoneta. Nella sala di rappresentanza del palazzo, sono presenti cicli di affreschi realizzati agli inizi dell'Ottocento dal pittore Bontemps. Le sale delle cantine, risalenti al XVI secolo, ospitano dal 1996 l'Enoteca pubblica della Liguria e della Lunigiana. Esternamente, il giardino pensile del XVIII secolo[6]. Il palazzo ospita, inoltre, l'archivio storico comunale contenente atti e documenti a partire dal XVI secolo.
- Palazzo Ferrari-Natalini nel capoluogo.
- Palazzo Tonarelli nel capoluogo.
- Villa Baracchini nella frazione di Molicciara. Edificata nel XVII secolo, la proprietà dell'edificio passò dalla famiglia genovese dei De Mari ai Podestà Lucciardi e ancora ai Cecchinelli e ai Samengo. Gli affreschi interni sono opera del pittore spezzino Luigi Agretti[15].

### Architetture militari
La costruzione del palazzo-castello, svettante sul borgo, fu voluto dal vescovo di Luni Enrico da Fucecchio verso la fine del XIII secolo. Già residenza nobiliare vescovile fu nel XV secolo e ancora nel XVI secolo convertito all'uso militare-difensivo dalle successive proprietà fiorentine e in seguito genovesi.

### Aree naturali
Sul territorio si trovano numerose cascate e tra le più visitate vi è quella denominata del Traaton, una cascata percorribile tramite il sentiero Castelnuovo-Molino Soprano.
Tra i sentieri segnati dal CAI il più trafficato è il sentiero 301 (Molino del piano-Castelnuovo), che finisce a Caprognano tramite la Via dell'Armonia. Altri sentieri sono:
- Il sentiero 310 (Castelnuovo-Molino Soprano);
- Il sentiero 305 (Castelnuovo-Vallecchia);
- Il sentiero 302 (Marciano);
- Il sentiero 303 (Fosdinovo).

Per Castelnuovo passa la Via Francigena, sentiero che inizia da Canterbury e finisce a Santa Maria di Leuca, molto percorso nell'antichità dai pellegrini. È classificato come "Sentiero E1".

### Piazze
- Piazza Querciola (oggi Piazza Matteotti), la piazza più celebre del paese, situata sotto al castello. Viene chiamata "Querciola" perché al centro di essa possiamo trovare una quercia;
- Piazza Garibaldi (già Borghetto), situata nella parte bassa del paese, centro del Borghetto, cioè il primo nucleo del paese, dove era situato il castello di Santa Maria;
- Piazza Parlamento, situata nella parte bassa del paese, che fa da incrocio per le vie Vittorio Veneto e Sottoportici. Spicca nella piazza il palazzo Amati, precedente sede comunale e sede dell'enoteca regionale della Liguria;
- Davanti alla parrocchiale possiamo trovare un ampio sagrato, utilizzato anche per varie manifestazioni;
- Piazza 1º Maggio, situata nella frazione pianeggiante di Colombiera.
- Piazze Marco Tosini e Andrea Giacomelli, situate nel centro commerciale "La Miniera".

### Parchi
- Nel centro storico possiamo trovare due parchi: un parco giochi situato tra via Dante e Piazza Querciola e un altro parco giochi situato sotto al castello (in via Provinciale) con un'area pic nic;
- Possiamo trovare, nella frazione di Colombiera, il parco giochi "Il Boschetto", con un'area pic nic e un campo da calcio.

### Vie e strade caratteristiche
Tra le vie e le strade più note possiamo trovare:
- Via Dante, situata nel centro storico, che collega la chiesa al castello. È chiamata così perché, secondo la leggenda, Dante Alighieri, per giungere al castello e proclamare la pace di Castelnuovo, avrebbe percorso questa via.
- Via Roma, via caratteristica del borgo situata a sinistra di via Dante;
- Via Sottoportici, situata a destra di via Dante. È chiamata così perché passa sotto a una grande quantità di portici;
- Via Vittorio Veneto, situata a destra di via Sottoportici;
- Via Gramsci, che congiunge via Dante a piazza Garibaldi.
- Via dei Bianchi, via principale del Borghetto, chiamata così perché lungo di essa vi possiamo trovare l'oratorio dei Bianchi;
- Via Battisti, già via Casamento (zona dove è situata), che collega via Dante a via Roma;
- Via Burton Latimer, che collega via Dante, via Vittorio Veneto e via Sottoportici, chiamata così in onore della città con cui Castelnuovo è gemellata;
- Via Provinciale, chiamata così perché costituisce la Strada Provinciale 23, che collega la via Aurelia al paese e alle frazioni di Colombiera, Vallecchia e Caprignano per poi finire a Fosdinovo;
- Via Molino del Piano, che collega l'omonima frazione al paese;
- Via Montefrancio, che collega l'omonima località alle frazioni di Caprignano e Caprognano (Fosdinovo) e al centro storico.

### Altro
- Monumento ai caduti, opera dello scultore carrarese Nardo Dunchi, a Castelnuovo Magra.

## Società

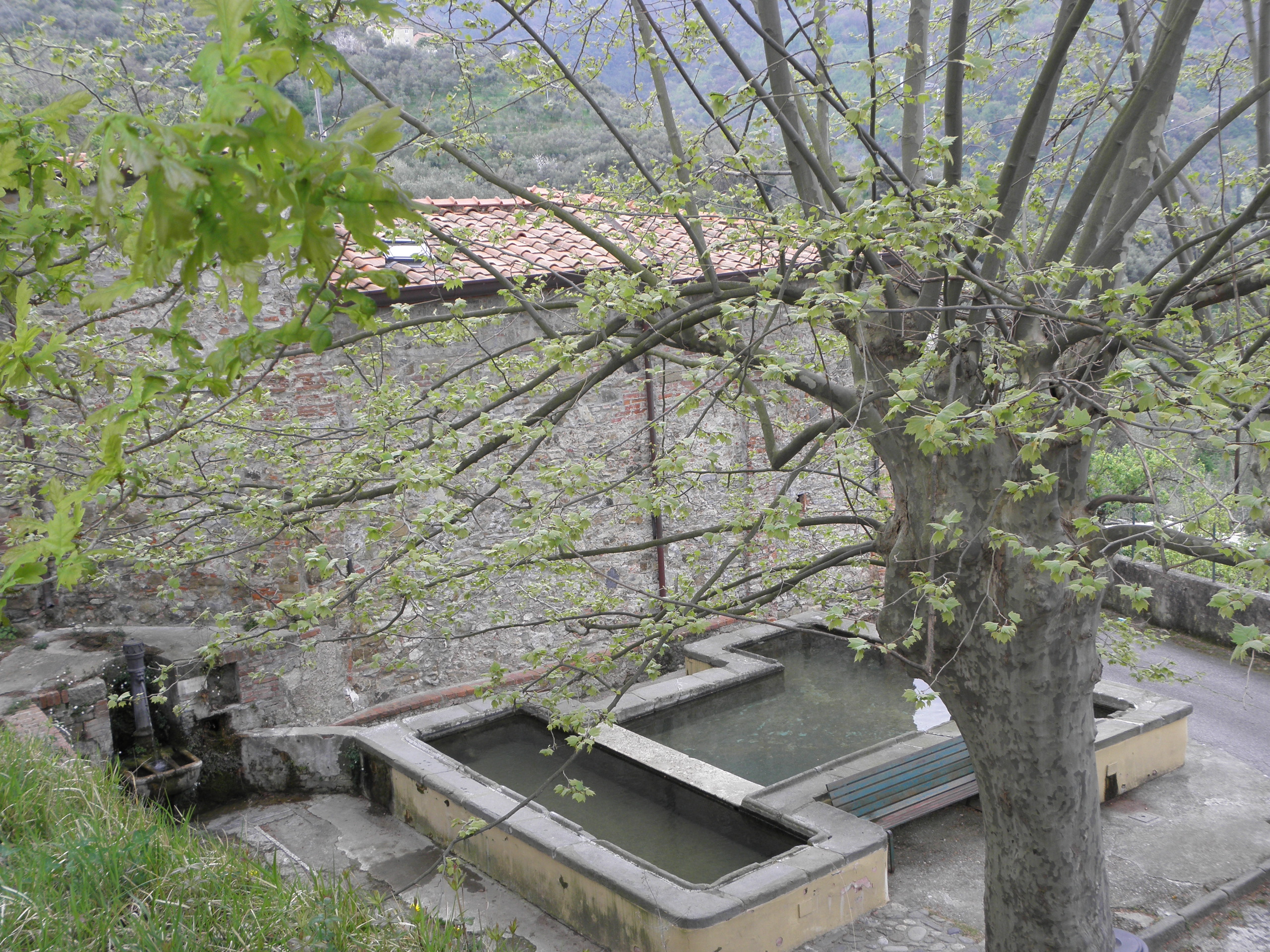
Lavatoi pubblici presso Castelnuovo Magra

### Evoluzione demografica
Abitanti censiti

### Etnie e minoranze straniere

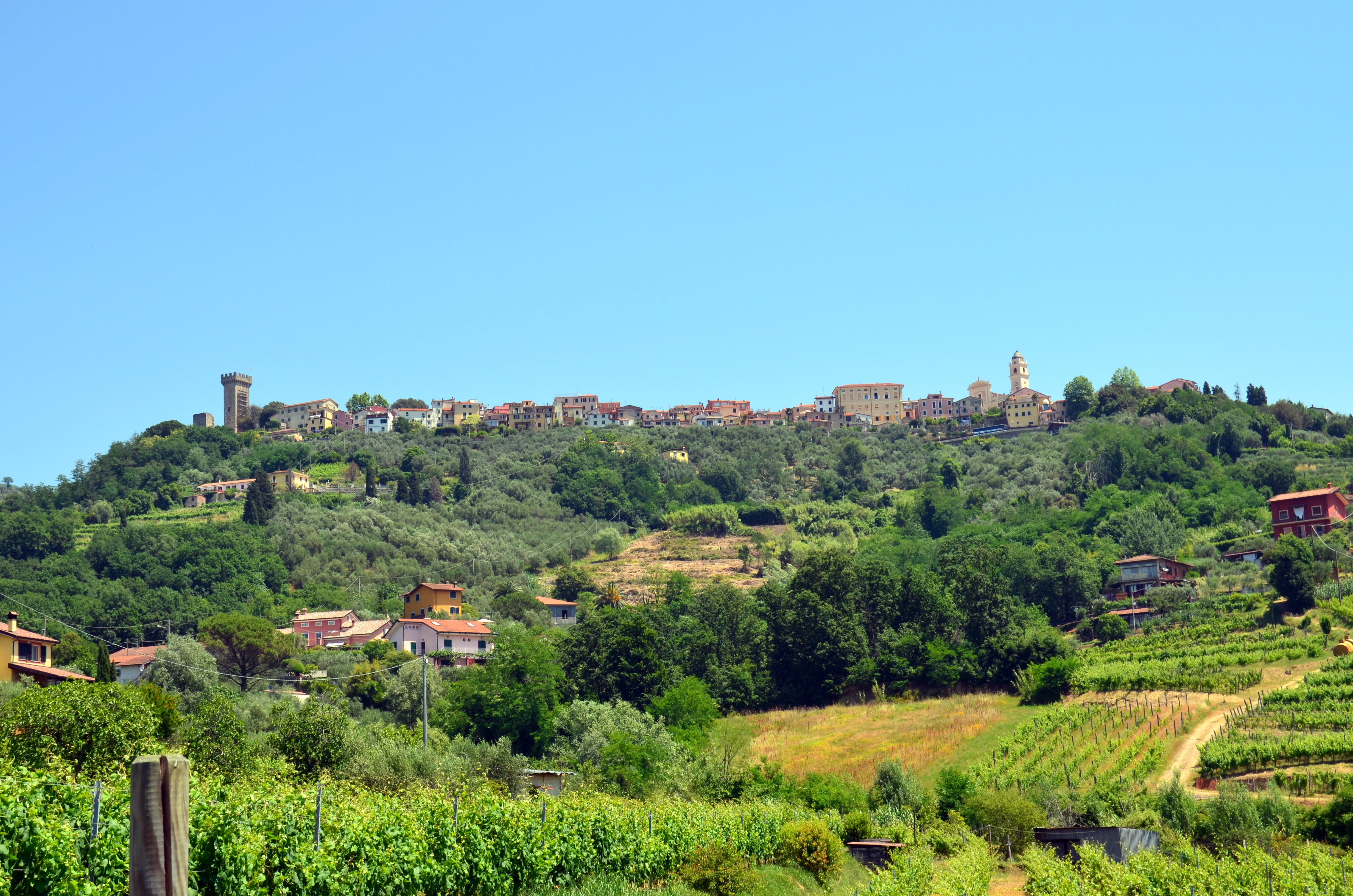
Altro panorama del borgo castelnovese

Secondo i dati Istat al 31 dicembre 2019, i cittadini stranieri residenti a Castelnuovo Magra sono 432, così suddivisi per nazionalità, elencando per le presenze più significative:
1. Romania, 176
2. Marocco, 65
3. Albania, 43

### Tradizioni e folclore
- Corteo storico per la rievocazione della "Pace di Dante", con la sfilata per le vie del paese, nel mese di agosto.
- Benvenuto Vermentino, un festival che si svolge nel mese di giugno nel centro storico di Castelnuovo Magra, che comprende degustazioni di vini provenienti da svariate aziende agricole e di prodotti tipici della zona.

### Cucina
La cucina castelnovese si afferma principalmente dal punto di vista del vino. Qui possiamo trovare il vermentino, vino tipico del luogo prodotto da molte aziende agricole locali. I piatti tipici castelnovesi sono:
- La prosciutta castelnovese, chiamata anche prosciutta, è un salume, derivato dal prosciutto, prodotto esclusivamente nel territorio castelnovese;
- Gli sgabei, piatto tipico della lunigiana;
- I panigazzi, variante locale dei panigacci di podenzana, spesso serviti nel cosiddetto "tris", ossia un panigazzo all'olio e formaggio, uno al ragù e uno al pesto.

## Geografia antropica
Il comune è costituito, oltre al capoluogo, dalle frazioni di Colombiera, Molicciara, Canale, Palvotrisia e Vallecchia, per un totale di 15,02 km².
Confina a nord e ad ovest con il comune toscano di Fosdinovo, a sud con quello di Sarzana (frazione di San Lazzaro) e ad est con il comune di Luni.

## Economia
Si basa principalmente sull'agricoltura, in particolar modo della viticoltura (con produzioni di vino DOC) e dell'olivicoltura con la produzione di olio di oliva. L'attività industriale non è molto fiorente, compensata però da un forte turismo con presenze italiane e straniere. Il comune è stato insignito nel 2002 della Bandiera arancione dal Touring Club Italiano e del premio nazionale Bandiera verde in materia di agricoltura e tutela dell'ambiente.

## Infrastrutture e trasporti

### Strade
Il centro di Castelnuovo Magra è attraversato principalmente dalla strada provinciale 23 che gli permette il collegamento viario con la strada statale 1 Via Aurelia, a sud, e la provinciale 51, a nord, nel comune toscano di Fosdinovo. Il comune non è raggiungibile direttamente tramite autostrada, pertanto il casello autostradale di Sarzana sull'autostrada A12 è l'uscita consigliata per raggiungere la destinazione.

### Ferrovie
La piccola stazione ferroviaria di Luni è la più vicina, condivisa con il comune di Luni e al confine tra i due comuni. Più importante e non molto lontana è invece quella di Sarzana sulla linea Pisa-La Spezia-Genova, nel tratto locale compreso tra Pisa e La Spezia.

### Mobilità urbana
Dal comune di Sarzana un servizio di trasporto pubblico locale gestito dall'ATC garantisce quotidiani collegamenti bus nei giorni feriali e festivi (anno di riferimento: 2022) con Castelnuovo Magra e per le altre località del territorio comunale.

## Amministrazione

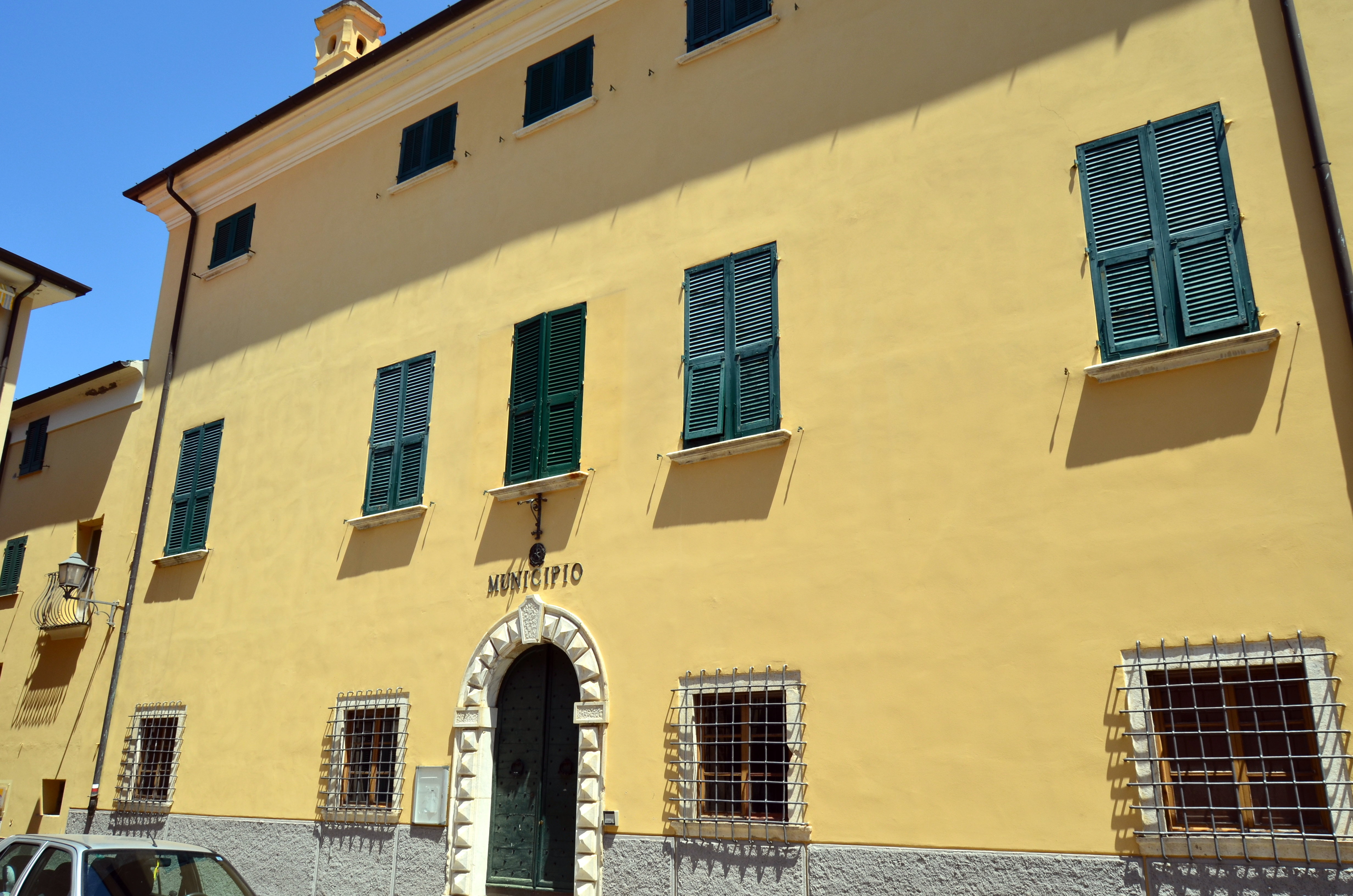
Il municipio

| Periodo        | Periodo        | Primo cittadino          | Partito                                                 | Carica  | Note   |
| -------------- | -------------- | ------------------------ | ------------------------------------------------------- | ------- | ------ |
| 28 marzo 1989  | 12 luglio 1990 | Maurizio Giacomelli      | Partito Comunista Italiano                              | Sindaco | [ 22 ] |
| 20 luglio 1990 | 22 luglio 1992 | Maurizio Giacomelli      | Partito Democratico della Sinistra                      | Sindaco | [ 22 ] |
| 22 luglio 1992 | 1º marzo 1993  | Marco Chiodo             | Partito Democratico della Sinistra                      | Sindaco |        |
| 22 marzo 1993  | 24 aprile 1995 | Paolo Domenico Antonelli | Indipendente                                            | Sindaco |        |
| 24 aprile 1995 | 14 giugno 1999 | Alberto Tognoni          | Uniti per Castelnuovo (lista civica di centro-sinistra) | Sindaco |        |
| 14 giugno 1999 | 14 giugno 2004 | Alberto Tognoni          | Uniti per Castelnuovo (lista civica di centro-sinistra) | Sindaco |        |
| 14 giugno 2004 | 8 giugno 2009  | Marzio Favini            | Uniti per Castelnuovo (lista civica di centro-sinistra) | Sindaco |        |
| 8 giugno 2009  | 25 maggio 2014 | Marzio Favini            | Partito Democratico                                     | Sindaco |        |
| 26 maggio 2014 | 27 maggio 2019 | Daniele Montebello       | Uniti per Castelnuovo (lista civica di centro-sinistra) | Sindaco |        |
| 27 maggio 2019 | 10 giugno 2024 | Daniele Montebello       | Uniti per Castelnuovo (lista civica di centro-sinistra) | Sindaco |        |
| 10 giugno 2024 | in carica      | Katia Cecchinelli        | Uniti per Castelnuovo (lista civica di centro-sinistra) | Sindaco |        |

### Gemellaggi
Castelnuovo Magra è gemellata con:
- Burton Latimer, dal 2002;
- Oliveira de Azeméis, dal 2005.

## Sport
- A.S. Castelnovese, militante nel campionato di Prima Categoria.

- A.S.D. Colli 2024, militante nel campionato di Prima Categoria.

### Impianti sportivi
Nella frazione di Canale possiamo trovare un centro sportivo comprensivo di un campo da calcio, due campi da tennis e altre attività, anche al chiuso.